# فرانك إدوارد مكجورين
فرانك إدوارد ماكجرين (2 أبريل 1861-17 أغسطس 1933) هو مبتكر الكتابة باللمس في عام م1888.  كان يعمل كاتب اختزال في المحكمة في مدينة سولت ليك وقام بتدريس دروس الطباعة. علم نفسه أن يلمس الكتابة دون النظر إلى المفاتيح ، قبل أن يفوز بالمنافسة ويفوز بها.